# Henry Foley (5e baron Foley)
Pour les articles homonymes, voir Foley.
Henry Thomas Foley, né le 4 décembre 1850 et mort le 17 décembre 1905, est un pair britannique . 

## Biographie

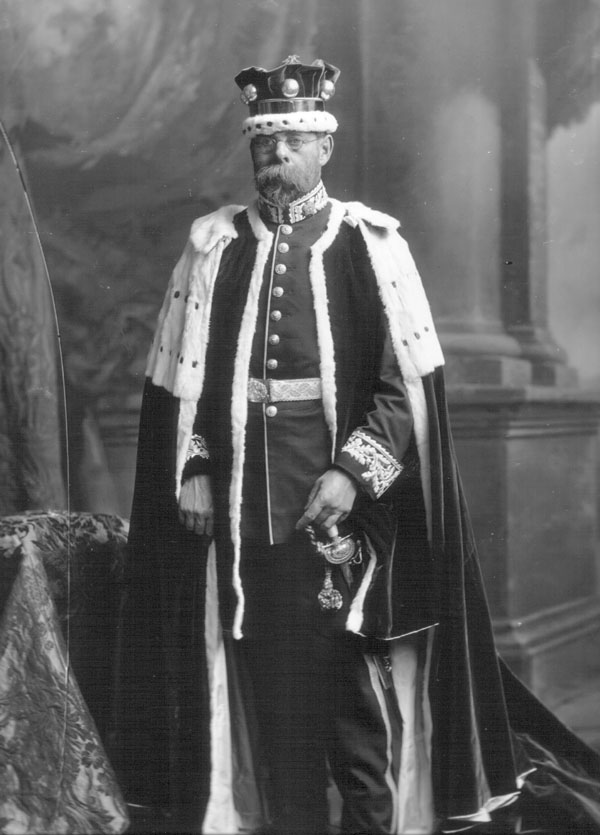
5e baron Foley. Photographié le 11 août 1902

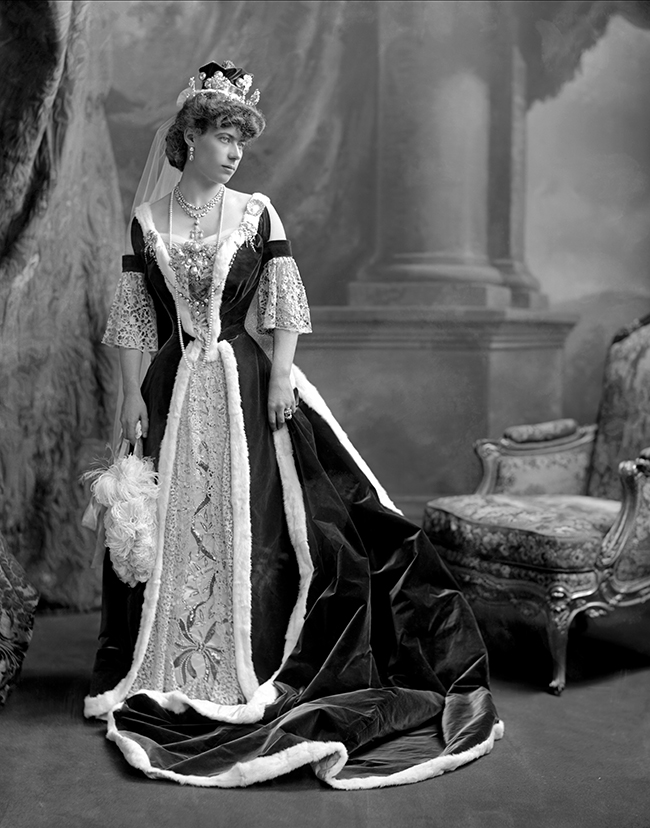
Lady Foley. Photographiée le 11 août 1902

Il est le fils de Thomas Foley (4e baron Foley), et de Mary Charlotte Howard, fille de Henry Howard (13e duc de Norfolk). À la mort de son père en 1869, il hérite de son titre et de sa fortune. 
En 1872, il achète une quantité considérable de terres à Claygate, dans le Surrey. Ruxley Lodge est au cœur de ce projet : « ... un charmant manoir familial de taille moyenne, mais qui regorge de confort et de commodité ». Lord Foley ajoute l'aile ouest, avec sa tour octogonale, ses tourelles et ses gargouilles, la rendant presque deux fois plus grande. Le bâtiment à créneaux est renommé Ruxley Towers. Foley a créé d'importants développements résidentiels à Claygate avec l'avènement du chemin de fer dans les régions de Foley Road et Fitzalan Road (du nom de son frère). 
Il épouse Evelyne Vaughan Radford, fille d'Arthur Radford, le 25 octobre 1899 à Londres. Ils n'ont pas d'enfants et lorsqu'il meurt à Ruxley Lodge à l'âge de 55 ans, son frère lui succède.